# Коскольський сільський округ (Улитауський район)
Коско́льський сільський округ (каз. Қоскөл ауылдық округі, рос. Коскольский сельский округ) — адміністративна одиниця у складі Улитауського району Улитауської області Казахстану. Адміністративний центр — село Косколь.
Населення — 572 особи (2021; 609 у 2009, 845 у 1999, 1526 у 1989).
Станом на 1989 рік існувала Коскольська сільська рада (села Кіїк, Коктал, Косбармак-І, Косколь, Кулжанбай) ліквідованого Джездинського району. 2007 року було ліквідовано село Косбармак.

## Склад
До складу округу входять такі населені пункти:
| Населений пункт | Населення, осіб (1989) | Населення, осіб (1999) | Населення, осіб (2009) | Населення, осіб (2021) |
| --------------- | ---------------------- | ---------------------- | ---------------------- | ---------------------- |
| Коктал, село    | 18                     | 12                     | -                      | -                      |
| Косбармак, село | 187                    | 51                     | -                      | -                      |
| Косколь, село   | 991                    | 538                    | 412                    | 503                    |
| Кулжанбай, село | 166                    | 144                    | 109                    | 32                     |
| Наролген, село  | 164                    | 100                    | 88                     | 37                     |